# 2,4-Dichlorphenoxyessigsäure
2,4-Dichlorphenoxyessigsäure (kurz 2,4-D) ist ein von der Phenoxyessigsäure abgeleitetes Herbizid aus der Gruppe der synthetischen Auxine. Die chemische Verbindung wurde erstmals 1941 von dem in der C. B. Dolge Company, Westport, Connecticut (USA) arbeitenden Chemiker Robert Pokorny beschrieben.  Die Herstellung wurde patentiert.
Für den Einsatz als Herbizid wurde der Prozess 1945 von der American Chemical Paint Co. entwickelt.
Später wurde der Wirkstoff strukturell modifiziert: 2,4-Dichlorphenoxypropionsäure (Dichlorprop).

## Herstellung
Pokorny synthetisierte 2,4-Dichlorphenoxyessigsäure durch Reaktion von 2,4-Dichlorphenol, Natriumhydroxid und Monochloressigsäure. Dazu wurde eine wässrige Lösung von 2,4-Dichlorphenol und Chloressigsäure mit einem Überschuss von Natronlauge versetzt, wodurch die Natriumsalze dieser Komponenten gebildet wurden. Die Lösung wurde eingeengt und der trockene Rückstand erhitzt. Zur Isolierung der freien 2,4-Dichlorphenoxyessigsäure wurde der Rückstand in Wasser gelöst und die Lösung mit Salzsäure angesäuert.
Ein weiteres Verfahren ist die Chlorierung von Phenoxyessigsäure in geschmolzenem Zustand.

## Eigenschaften
2,4-Dichlorphenoxyessigsäure ist ein wenig flüchtiger, weißer geruchloser Feststoff, der sehr schwer löslich in Wasser ist. Er wird beim Umgang hauptsächlich über die Haut aufgenommen und innerhalb von Tagen unmetabolisiert mit dem Harn ausgeschieden. Die Endocrine Society stuft 2,4-Dichlorphenoxyessigsäure, aufgrund seiner hormonähnlichen Wirkung, als einen Endokrinen Disruptor ein und empfiehlt, angesichts der vielfältigen negativen gesundheitlichen Auswirkungen, den Kontakt mit diesem Stoff möglichst zu vermeiden.
Beim Kontakt mit hohen Dosierungen kommt es zur Schädigung des Nervensystems. In Langzeituntersuchungen an Farmern konnte die Ausscheidung (und daher auch die vorherige Aufnahme) von 2,4-D mit dem Urin festgestellt werden. Diese ging einher mit Konzentrationserhöhungen eines Markers für oxidative DNA-Schäden.
Weiterhin zeigte sich eine Beeinflussung des Zeitpunkts der ersten Menstruation bei Mädchen.

## Verwendung

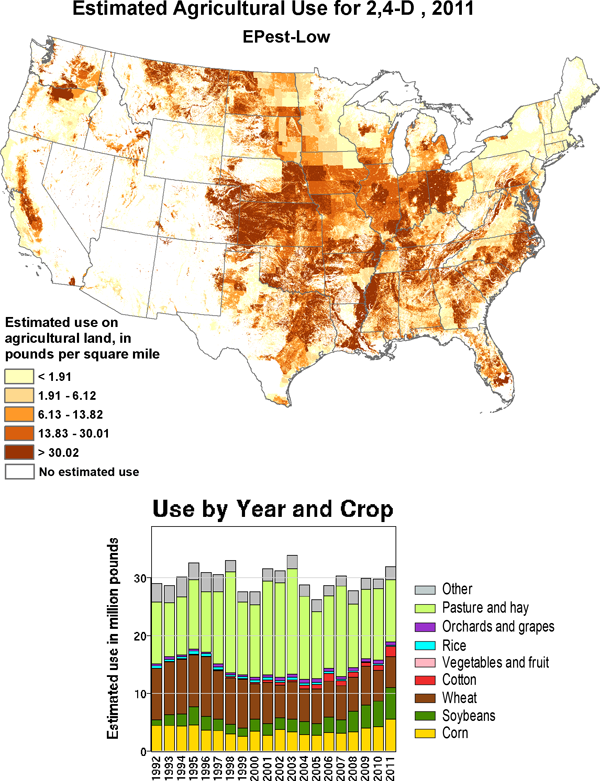
Geschätzte Ausbringungsmenge in den USA

### Pflanzenschutz
2,4-D wird als Herbizid gegen Zweikeimblättrige im Getreide, in Obstplantagen, auf Grünland und Rasen eingesetzt. Es wirkt insbesondere gegen Knöterichgewächse, Kamille und Disteln. Viele der heute zugelassenen 2,4-D-Präparate sind für den Einsatz gegen Unkräuter auf Zierrasen gedacht. Sie enthalten neben weiteren herbiziden Wirkstoffen, häufig Dicamba, auch Rasendünger.
Im Juni 2011 deckte die brasilianische Umweltbehörde IBAMA einen Fall auf, bei dem im Bundesstaat Amazonas 2,4-D-haltige Herbizide vom Flugzeug aus zum Entlauben des Urwalds versprüht wurden.
In den USA wurden 2011 etwa 14.000 Tonnen ausgebracht. Es ist damit nach Glyphosat und Atrazin dort das am dritthäufigsten verwendete Herbizid.

### Militär
Während des Vietnamkrieges waren Ester der 2,4-Dichlorphenoxyessigsäure Bestandteil der Entlaubungsmittel Agent Purple und Agent White. Die n-Butylester von 2,4-D und der strukturverwandten 2,4,5-Trichlorphenoxyessigsäure (2,4,5-T) waren im Verhältnis 1:1 in dem Entlaubungsmittel Agent Orange enthalten. 2,4-D enthält Spuren von Dioxinen, allerdings überwiegen die vergleichsweise wenig giftigen Kongenere 2,7-Dichlordibenzodioxin und 2,8-Dichlordibenzodioxin. Die Dioxinbelastung durch Agent Orange ging vor allem von 2,4,5-T aus, das Spuren des hochgiftigen Kongeners 2,3,7,8-Tetrachlordibenzodioxin enthielt.

## Regulierung
Die Internationale Agentur für Krebsforschung (IARC) stufte 2,4-D im Jahr 2015 als „möglicherweise karzinogen“ (Gruppe 2B) ein.

### EU
Trotz der vermuteten Gesundheitsgefahren wurde die Zulassung am 1. Januar 2016 verlängert und läuft nun bis zum 31. Dezember 2030. Auf nationaler Ebene ist 2,4-D in 26 EU-Staaten zugelassen. Die erlaubte Tagesdosis beträgt 0,05 und die annehmbare Anwenderexposition 0,15 Milligramm pro Kilogramm Körpergewicht und Tag.
Die Endocrine Society – die älteste und größte endokrinologische Fachgesellschaft – warnt, aufgrund der schlecht verstandenen Dosis-Wirkungs-Beziehung von endokrinen Disruptoren sowie der unvollständigen Studienlage, vor der Angabe von vermeintlich unbedenklichen erlaubten Tagesdosen.

## Derivate
2,4-D wird auch in Form seiner Salze und Ester eingesetzt, die ähnliche Eigenschaften und einen ähnlichen Metabolismus aufweisen. Beispiele hierfür sind:
- 2,4-D-Dimethylammonium (2,4-D DMA)[25][26]
- 2,4-D-ethylhexyl (2,4-D EHE)[27]
- 2,4-D-diethanolamin (2,4-D DEA)[28]
- 2,4-D-butoxyethyl (2,4-D BEE)[29]
- 2,4-D-isopropylamin (2,4-D IPA)[30]
- 2,4-D-triisopropanolamin (2,4-D TIPA)[31]
- 2,4-D-isopropyl (2,4-D IPE)[32]
- 2,4-D-methyl[33]
- Ethanolammoniumsalz[34]